# حمید سمندریان
حمید سَمَندَریان (۹ اردیبهشت ۱۳۱۰ – ۲۲ تیر ۱۳۹۱) کارگردان و مترجم ایرانی بود. سمندریان از سرآمدان نسلی از کارگردانان نامدار نمایش چون عبّاس جوانمرد، علی نصیریان، بهرام بیضایی، رکن‌الدّین خسروی، آربی اوانسیان به‌شمار می‌رفت که تئاتر را در ایران دههٔ ۱۳۴۰ و ۱۳۵۰ به پایگاه جدی‌تری رسانیدند.
یکی از دو سالن تماشاخانه ایرانشهر در تهران به نام سمندریان نامیده شده‌است.

## زندگی
حمید سمندریان در ۹ اردیبهشت سال ۱۳۱۰ در تهران زاده شد. تئاتر را؛ هم‌زمان با تحصیل در دبیرستان، از کلاس‌های تئاتر و هنرپیشگی حسین خیرخواه، شباویز و نصرت کریمی که زیر نظر عبدالحسین نوشین مدیریت می‌شد، شروع کرد. سمندریان همچنین ویلون می‌نواخت و از شاگردان محمود ذوالفنون، برادر بزرگتر جلال ذوالفنون، بود. او خود دربارهٔ این دوران و گرایشش به تئاتر می‌گوید:
من از اول با خودم شرط کرده بودم هر طوری شده تئاتری بشوم. حتی این‌جا شاگرد ویولن آقای ذوالفنون بودم. وقتی ایشان می‌دید من کلاس حسین خیرخواه هم می‌روم، به من می‌گفت برو آن‌جا. این‌جا توی کلاس ویولن وقتت تلف می‌شود. می‌گفت من نمی‌خواهم روی علاقه‌ات حرف بزنم اما این پرش «آرشه» که به تو گفتم، باید یک هفته وقت بگذاری تا خوب یاد بگیری. نیا این‌جا و وقتت را تلف نکن. من هم آمدم خانه و یک شب گریه کردم و دیگر نرفتم. رفتم کلاس حسین خیرخواه. تئاتر را ترجیح دادم.
وی پس از دبیرستان به اروپا سفر کرد و در آلمان دورهٔ مهندسی شوفاژ سانترال را در دانشگاه صنعتی برلین گذراند؛ ولی پس از آن به کنسرواتور عالی موسیقی و هنرهای نمایشی هامبورگ رفت. برخورد با تئاتر چنان جذبش کرد که مجالی برای موسیقی نمی‌گذاشت و به همین خاطر موسیقی را کنار گذاشت.
سمندریان که در آلمان به جای مهندسی تأسیسات سر از درس مکس راینهاردت درآورده بود، بعدها به مؤسسه ادوارد مارکس پیوست تا تئاتر را جدی‌تر بیاموزد. او طی شش سال تحت آموزش ادوارد مارکس، که یکی از استادان برجستهٔ تئاتر بود، اصول و مبانی کارگردانی و بازیگری را آموخت و هم‌زمان در آلمان به صورت حرفه‌ای مشغول به کار شد.
وی پس از پایان این دوره به دعوت ادارهٔ هنرهای نمایشی دراماتیک ادارهٔ کل هنرهای زیبای ایران به کشور برگشت. سمندریان در پی نمایش بود، ولی پس از این که تلویزیون راه خود را به خانه‌ها باز کرد، برنامه‌ای تلویزیونی به تیم او سفارش داده شد که سمندریان از این سفارش خشنود نبود. به این ترتیب، نخستین کار حمید سمندریان تله‌تئاتر «جراحی پلاستیک» نوشته پیر فراری بود که در سال ۱۳۴۰ برای تلویزیون ملی ایران (ثابت پاسال) کارگردانی کرد. یک سال بعد او و تیمش در اداره هنرهای دراماتیک سالن ۵۰ تا ۶۰ نفری درست کردند که چند برنامه نمایشی در آن اجرا شد. سمندریان اولین اثر خود، نمایشنامهٔ «دوزخ یا در بسته» نوشتهٔ ژان پل سارتر را در همین تالار نوبنیاد روی صحنه برد و کار نمایش را پیوسته ادامه داد؛ همچنین با همکاری مهدی فروغ به تأسیس هنرستان آزاد هنرهای دراماتیک که وابسته به هنرهای زیبای کل کشور بود دست زد.
پس از آن حمید سمندریان به دعوت مهندس هوشنگ، مهدی برکشلی و با همکاری مهدی نامدار دانشکدهٔ تئاتر دانشگاه تهران را بنیان گذاشتند. و در سال ۱۳۴۸ تدریس در دانشکدهٔ هنرهای زیبا را آغاز کرد.
پس از انقلاب ۱۳۵۷ ایران و در پی انقلاب فرهنگی و پاک‌سازی دانشگاه‌ها از بسیاری از استادان، حمید سمندریان نیز به دلیل سوءظن به گرایش به کمونیسم به دلیل ترجمهٔ «دایرهٔ گچی قفقازی» از فعالیت دانشگاهی منع شد. در نتیجه به ناچار رستورانی باز کرد تا خود و چند نفر از دانشجویانش، اگر نه از طریق تئاتر، از راهی شرافتمندانه زندگی کنند. پس از مدتی با وساطت شاگرد سابق وی، بهروز غریب‌پور که در آن دوران مورد وثوق بعضی از کسانی بود که به کانون پرورش فکری کودکان و نوجوانان وارد شده بودند، از این اتهام تبرئه شده و قرار شد سمندریان به دانشکدهٔ هنرهای زیبا برگردد.
در نیمهٔ نخست دههٔ ۱۳۷۰ به پیشنهاد عباس لطفیان سرگزی، ناصر باباشاهی رئیس دانشکدهٔ هنر و معماری دانشگاه تهران از حمید سمندریان دعوت کرد تا گروه نمایش این دانشکده را راه‌اندازی کند و بدین ترتیب سمندریان پایه و اساس این گروه را گذاشت.
در سال ۱۳۷۳ به تأسیس آموزشگاه بازیگری سمندریان دست زد که هنرجویان بسیاری از آن‌جا دانش‌آموخته شدند و به عرصهٔ حرفه‌ای هنر وارد شدند.

### وصیت‌نامهٔ هنری
در اسفندماه سال ۱۳۸۶ سمندریان اجرای نمایش گالیله نوشته برتولد برشت را از وصیت‌های هنری خود برشمرد. او متنی نو از این نمایشنامه فراهم کرده بود و از سال ۱۳۶۰ خورشیدی کوشش کرده بود تا آن را به نمایش درآورد. در دههٔ ۱۳۷۰ نخستین دورهٔ تمرین‌های گالیله را آغاز کرده بود. مقامات فرهنگی ایران نیز بارها به او قول همکاری دادند؛ از جمله در سال ۱۳۶۹ حتی سالنی برای اجرای نمایش تعیین شد و او در تالار وحدت با گروه خود سخت مشغول کار و تمرین بود که ناگهان کار متوقف شد. سمندریان در سالیان بعد بارها برای اجرای این نمایش تدارک دید و زمانی هم احمد آقالو قرار بود نقش اصلی آن را بازی کند؛ اما این اتفاق نیفتاد تا سرانجام سمندریان در مراسم بزرگداشت خود، در آخر فروردین‌ماه ۱۳۸۹ اعلام کرد که هفت سال پس از توقف تمرین‌های نمایش گالیله، این اثر را در زمستان ۱۳۸۹ در سالن سمندریان تماشاخانهٔ ایرانشهر به صحنه می‌برد. در حالی که سال پیش از آن یعنی در سال ۱۳۸۸ طی مراسم بزرگداشت حمید سمندریان در تماشاخانهٔ ایرانشهر محمدباقر قالیباف، شهردار تهران، در حاشیه نامگذاری سالن شماره دو تماشاخانهٔ ایرانشهر نیز به نام حمید سمندریان، اعلام کرد که شهرداری حمایت‌های مادی و معنوی را از تولید و اجرای نمایش گالیله به کارگردانی سمندریان خواهد داشت.
سمندریان که در این سال‌ها حسرت اجرای «زندگی گالیله» را با خود داشت، آخرین‌بار در سال ۱۳۸۹ سرگرم ترجمه و کار روی این نمایشنامه شاخص بود و قصد داشت اواسط تیرماه همان سال گروه بازیگران را مشخص کند تا بر اساس توافقات انجام شده با شهرداری تهران، «گالیله» را از بهمن سال ۱۳۸۹ تا اردیبهشت ۱۳۹۰ در تماشاخانه ایرانشهر به صحنه ببرد، اما این آرزو هرگز محقق نشد. سمندریان خود در سال ۱۳۹۰ دربارهٔ دلیل اجرا نشدن این اثر گفت:
بعد از تمام مشکلاتی که برای اجرا به وجود آمد، امروز خودم با گالیله مسئله دارم. نخستین برخورد من با آن جنبه علمی–دانشی این شخصیت بود. اما برتولت برشت به دلیل عقبه سیاسی چپ‌گرایانه‌اش باری سیاسی به این شخصیت بخشید که ربط چندانی با آن چهره واقعی ندارد. به همین دلیل کار گسترده‌ای را روی متن شروع کردم و در این بین بخش‌هایی از آن حذف شد. همین امر باعث شد یک افت کلی به متن راه پیدا کند. اما برای جبران این مسئله ایده‌هایی دارم. هنوز به یک فکر قطعی نرسیدم اما شک ندارم نتیجه نهایی کار اثری انسانی خواهد بود که به اندیشه انسان امروز نزدیک‌تر است؛ به دور از قطعیت و نگاه یک‌سویه. من می‌خواهم بازسازی‌ای از این نمایش‌نامه ارائه بکنم که طبیعت و اصالت علمی–تاریخی گالیله در آن برجسته باشد. بدون چسباندن مسائل سیاسی متفرقه به اطراف آن.
سمندریان بارها اعلام کرده بود که دوست دارد این نمایش را روی صحنه برد. دلیلی که خود این‌گونه شرحش داد: «زندگی گالیله در واقع افراطی‌ترین درامی است که دوست دارم آن را اجرا کنم، اما شرایط به‌گونه‌ای نیست که بتوانیم زندگی او و سکوت تحمیلی پنجاه‌ساله‌اش را اجرا کنیم. از آن‌جا که طعنه‌های اندک من در نمایش «ملاقات بانوی سالخورده» مضر شناخته نشده و همین‌طور با اصراری که به ادامهٔ کارم وجود دارد، بار دیگر وسوسه شدم تا نمایش زندگی گالیله را به‌عنوان وصیتنامهٔ زندگی هنری خود اجرا کنم.» امری که هربار به دلایل مختلف انجام نگرفت تا سرانجام خبر از اجرای نمایش «بازی استریندبرگ» که او سال‌ها پیش به صحنه برده بود با همان بازیگران قبلی یعنی هما روستا، رضا کیانیان و احمد ساعتچیان اعلام شد.

### درگذشت
سمندریان از بیماری سرطان کبد رنج می‌برد، و سرانجام حدود ساعت ۵ بامداد روز پنج‌شنبه ۲۲ تیرماه ۱۳۹۱ در سن ۸۱ سالگی در خانهٔ خود درگذشت. هم‌زمان همراهان و شاگردانش تصمیم گرفته بودند برای بهتر شدن حال استادشان بار دیگر نمایش بازی استریندبرگ را که او سال‌ها پیش به صحنه برده بود با همان بازیگران، یعنی هما روستا، رضا کیانیان و احمد ساعتچیان، پاییز همان سال به صحنه ببرند؛ و بخشی از تمرین اولیهٔ این نمایش نیز در منزل شخصی سمندریان آغاز شده بود.
بهرام بیضایی که هنگام مرگ سمندریان در آمریکا به سر می‌برد، همان روز از درگذشت وی آگاه شد و یادداشتی با عنوان «یادمانِ سمندریان» در سوگش نوشت که در آخرین سطر آن آمده‌است: «نمایش داغ‌دارِ اوست!»

## کارنامه هنری

### کارگردانیِ نمایش
سمندریان در سال ۱۳۴۲ گروه تئاتری منسجمی به‌نام گروه هنری پازارگاد تشکیل داد که اعضایش عبارت بودند از پرویز پورحسینی، سعید پورصمیمی، پری صابری، جمیله شیخی، اسماعیل محرابی، جمشید مشایخی، پرویز کاردان، محمد حفاظی، منوچهر فرید، ثریا قاسمی، اسماعیل شنگله و مهدی فخیم‌زاده. سمندریان در این گروه همچون کارگردان، حسابدار و یکی از بانیان کار می‌کرد. این گروه به شکل یک شرکت تعاونی فعالیت می‌کرد و چون ادارهٔ هنرهای زیبا به خاطر رویکردشان به متون فرنگی حمایتشان نمی‌کرد، دست به دامان انجمن‌های ایتالیا و فرانسه و آلمان و روسیه می‌شدند. پری صابری در مورد تشکیل این گروه می‌گوید:
وقتی وارد تئاتر ایران شدم، چون با معیارهای دیگری از پاریس آمده بودم به محض ورودم به ادارهٔ تئاتر آن زمان در خیابان آبسردار دیدم که بچه‌ها از فرط گرما در حوض ساختمان مشغول تمرین‌اند. بعدها با همان افراد در سال ۴۳–۴۲ به همراه این هنرمند، گروه تئاتر «پازارگاد» را تشکیل دادیم که ۱۰ سال هم دوام داشت و مهم‌ترین تئاترهای آن دوره با این گروه که چهار–پنج جوان آن را اداره می‌کردند، روی صحنه رفت. آقای کشاورز، خانم شیخی، آقای سمیع‌زاده، آقای فنی‌زاده، آقای پورحسینی، آقای پورصمیمی، آقای داورفر، آقای محرابی و… همه اعضای این گروه بودند و انرژی تمام ما در این راه، مخصوصاً مدیریت حمید سمندریان در این گروه، تئاتر سال‌های بعد را هم تضمین کرد.
سمندریان برخی از مهم‌ترین متون نمایشی از نویسندگان شاخص ادبیات نمایشی غرب همانند فردریش دورنمات، برتولت برشت، آنتون چخوف، اوژن یونسکو، آرتور میلر، ماکس فریش، ژان آنوی، تنسی ویلیامز، ژان پل سارتر و هنریک ایبسن را ترجمه و سپس کارگردانی کرد. از این منظر باید او را یکی از کارگردانان شاخص تئاتر در تاریخ تئاتر ایران به‌شمار آورد که سهمی جدی در آشنایی مردم و علاقه‌مندان تئاتر و نمایش با متون و آثار کلاسیک و برجستهٔ تاریخ تئاتر جهان داشتند.
سمندریان از سال ۱۳۳۹ با اجرای دوزخ ژان پل سارتر خود را در جامعهٔ هنری مطرح کرد. پس از آن چند نمایش دیگر مانند اشباح هنریک ایبسن را اجرا کرد. سال ۱۳۴۲ اولین اتفاق جدی و رسمی برای او به وقوع می‌پیوندد؛ در این سال مرده‌های بی‌کفن و دفن ژان پل سارتر را اجرا می‌کند که با مشکل ممیزی شدید روبه‌رو می‌شود به طوری که در برخی از شب‌ها مجبور می‌شود بعضی دیالوگ‌های این نمایش را حذف کند؛ اجرایی تند و تکان دهنده. در سال ۱۳۴۲ باغ وحش شیشه‌ای تنسی ویلیامز را با بازی پرویز فنی‌زاده و شهلا ریاحی اجرا می‌کند.
او در سال ۱۳۴۶ با ارائهٔ اجرایی نو و به‌یادماندنی از «آندورا» نوشتهٔ ماکس فریش تماشاکنان ایرانی را با نوترین دستاوردهای صحنه‌ای تئاتر اروپا آشنا کرد. در این اجرا سعید پورصمیمی در ایفای نقش اصلی (آندری) بازی دلنشینی عرضه کرد. او این اثر را ۱۰ شب اجرا کرد که در این کار مجبور به نوعی خانه‌به‌دوشی شد. سال ۱۳۴۷ هرکول و طویلهٔ اوجیاس و همچنین بازی استریندبرگ را به نمایش درآورد.
در سال ۱۳۵۰ کرگدن اوژن یونسکو را اجرا کرد که نقطهٔ اوج دیگری در کارگردانی سمندریان به‌شمار می‌آید. همچنین پس از آن نمایش‌های ملاقات بانوی سالخورده دورنمات، بازی استریندبرگ و مرده‌های بی‌کفن و دفن را اجرا کرد. او سپس‌تر موفق به اجرای ازدواج آقای می‌سی‌سی‌پی در سال ۱۳۶۸، دایرهٔ گچی قفقازی در سال ۱۳۷۷، بازی استریندبرگ در سال ۱۳۷۸ و ملاقات بانوی سالخورده در سال ۱۳۸۶ نیز شد. همچنین در سال ۱۳۷۸ به سوی دمشق را برای تلویزیون کار کرد.
از اجراهای قابل‌توجه سمندریان می‌توان به دو اثر از دورنمات اشاره کرد که او در سال ۱۳۵۱ در تالار مولوی (سالن نمایش وابسته به دانشگاه تهران) به روی صحنه برد. در نمایش ملاقات بانوی سالخورده به‌ویژه هنرنمایی جمیله شیخی در اجرای نقش اصلی برجسته بود. سمندریان چندی بعد در تالار مولوی نمایش بازی استریندبرگ را کارگردانی کرد که در آن محمدعلی کشاورز بازی استادانه‌ای ارائه داد. سمندریان سال‌ها بعد، پس از انقلاب بهمن ۱۳۵۷، هر دو اثر را بار دیگر به روی صحنه برد، اما چه‌بسا گیرایی اجراهای اول را نداشت. در سال ۱۳۸۶ اجرای تازه‌ای از ملاقات بانوی سالخورده را به یاد و خاطرهٔ جمیله شیخی تقدیم کرد. سمندریان در سال ۱۳۷۸ نمایش‌نامهٔ بازی استریندبرگ را نیز بار دیگر در سالن چهارسوی تئاتر شهر تهران به روی صحنه برد. در این اجرا رضا کیانیان، احمد ساعتچیان و هما روستا بازی داشتند.

#### تئاتر صحنه‌ای
| تاریخ نمایش              | نام                   | نویسنده        | مترجم         | جای                               | بازیگران |
| ------------------------ | --------------------- | -------------- | ------------- | --------------------------------- | --- |
| ۱۳۴۱                     | دوزخ                  | ژان پل سارتر   |               | تالار ادارهٔ کل هنرهای زیبای ایران | جمیله شیخی، رکن‌الدین خسروی، پرویز کاردان، عزت پریان |
| ۱۳۴۲                     | اشباح                 | هنریک ایبسن    |               |                                   | جمیله شیخی، محمدعلی کشاورز، عباس مغفوریان، اسماعیل دادفر، عزت پریان                                                                                        |
| ۱۳۴۲ و ۱۳۵۷              | مرده‌های بی‌کفن و دفن   | ژان پل سارتر   |               |                                   | محمدعلی کشاورز، منوچهر فرید، پرویز فنی‌زاده، اسماعیل محرابی، پری صابری، جمشید مشایخی، ایرج راد، حمید لبخنده، هما روستا                                      |
| ۱۳۴۲                     | باغ‌وحش شیشه‌ای         | تنسی ویلیامز   |               |                                   | پرویز فنی‌زاده، شهلا ریاحی، پری صابری، عباس مغفوریان |
| ۱۳۴۳                     | طبیب اجباری           | مولیر          |               |                                   | محمدعلی کشاورز، پرویز فنی‌زاده، اسماعیل محرابی، مسعود فقیه، شکوه نجم‌آبادی، سعید پورصمیمی                                                                    |
| ۱۳۴۳                     | لئوکادیا              | ژان آنوی       |               |                                   | پرویز پورحسینی، سعید پورصمیمی، محمدعلی کشاورز، محمد حفاظی، شکوه نجم‌آبادی، عصمت صفوی                                                                        |
| ۱۳۴۴                     | هرکول و طویلهٔ اوجیاس  | فردریش دورنمات |               |                                   | پرویز صیاد، محمد گودرزی، نوذر آزادی، محمد حفاظی، ثریا قاسمی، عباس یوسفیانی، سیروس ابراهیم‌زاده، فریده صابری                                                 |
| ۱۳۴۶                     | آندورا                | ماکس فریش      |               |                                   | سعید پورصمیمی، ثریا قاسمی، محمدعلی کشاورز، منوچهر فرید، پرویز پورحسینی، جمیله شیخی، اسماعیل دادفر، جمشید مشایخی، منوچهر فرید، پری امیرحمزه، اسفندیار شهیدی |
| ۱۳۴۸                     | نگاهی از پل           | آرتور میلر     |               |                                   | اکبر زنجانپور، سوسن تسلیمی، خسرو فرحزادی، اسماعیل دادفر، پروین دولتشاهی                                                                                    |
| ۱۳۵۱                     | ملاقات بانوی سالخورده | فردریش دورنمات |               | تالار مولوی                       | جمیله شیخی، آذر فخر، اکبر زنجانپور، محمود هاشمی، علی رامز، غلامرضا طباطبائی                                                                                |
| ۱۵ دی ۱۳۵۱—۱۵ اسفند ۱۳۵۱ | کرگدن                 | اوژن یونسکو    | پری صابری     | سالن «فردوسی» دانشگاه تهران       | عزت‌الله انتظامی، پرویز صیاد، اسماعیل دادفر، محمد حفاظی، مهدی فخیم‌زاده، پروین دولتشاهی، فریده صابری، عباس یوسفیانی، محمود شیبانی                            |
| ۱۳۵۱                     | بازی استریندبرگ       | فردریش دورنمات |               | تالار مولوی                       | محمدعلی کشاورز، اسماعیل شنگله، رضا کیانیان، هما روستا |
| ۱۳۵۶                     | مرغ دریایی            | آنتون چخوف     |               |                                   | جمیله شیخی، محمدعلی کشاورز، قاسم سیف، هما روستا، جمال اجلالی، محمد مطیع، منوچهر فرید، سرور رجائی، آتیلا پسیانی، سروش خلیلی                                 |
| ۱۳۶۸                     | ازدواج آقای می‌سی‌سی‌پی  | فردریش دورنمات | حمید سمندریان |                                   | رضا کیانیان، احمد آقالو، میکائیل شهرستانی، هما روستا، نورالدین استوار، جمال اجلالی، رضا عمرانی، قاسم زارع                                                  |
| ۱۳۷۷                     | دایرهٔ گچی قفقازی      | برتولت برشت    |               | سالن اصلی تئاتر شهر               | سعید پورصمیمی، آزیتا حاجیان، سهراب سلیمی، حسن پورشیرازی، آرمان امید، جمال اجلالی، احمد ساعتچیان                                                            |
| ۱۳۷۸                     | بازی استریندبرگ       | فردریش دورنمات |               | سالن چارسو                        | رضا کیانیان، احمد ساعتچیان، هما روستا |
| ۱۴ دی ۱۳۸۶—۲۴ اسفند ۱۳۸۶ | ملاقات بانوی سالخورده | فردریش دورنمات | حمید سمندریان | سالن اصلی تئاتر شهر               | گوهر خیراندیش، پیام دهکردی، علی رامز، فرخ نعمتی، احمد ساعتچیان، میرطاهر مظلومی، هوشنگ قوانلو                                                               |

#### تئاتر رادیویی
حمید سمندریان در رادیو صدای ایران تعدادی نمایش‌نامه را ترجمه کرده که کارگردانی آن را نیز به عهده داشته‌است:
1. غروب روزهای آخر پاییز، فردریش دورنمات، ۱۳۴۱
2. پنچری، فردریش دورنمات، ۱۳۴۱
3. همزاد، فردریش دورنمات، ۱۳۴۱
4. اقدامات وگا، فردریش دورنمات، ۱۳۴۱
5. فیزیکدان‌ها، فردریش دورنمات، ۱۳۶۶
6. آنتیگون، ژان آنوی، ۱۳۷۶

#### تله‌تئاتر
در تلویزیون ملی ایران
آثار اجرا شده در تلویزیون ملی ایران با ترجمه و کارگردانی حمید سمندریان:
- جراحی پلاستیک، پیر فراری، ۱۳۴۰[۴۴]
- پلوفت (شبح کوچک)، ماریا کل راماشادو، ۱۳۴۰
- غروب روزهای پائیز، فردریش دورنمات، ۱۳۴۲
- بازی استریندبرگ، فردریش دورنمات، ۱۳۵۱
- خمره، لوئیجی پیراندللو، ۱۳۵۳
- ساعت شش در خیابان آتن، روژه فردیناند
- به‌سوی دمشق، اگوست استریندبرگ، ۱۳۸۱

با همکاری بازیگران آلمانی
حمید سمندریان به دعوت رگن‌برگ، استاد دانشگاه مونیخ و کارگردان تئاتر، به انستیتو گوته رفت و نمایشنامه‌های بسیاری با بازیگران آلمانی روی صحنه برد. این همکاری بین سال‌های ۱۳۵۱ تا ۱۳۵۷ در جریان بود.
- شهاب آسمانی، فردریش دورنمات
- چگونه رنج‌های آقای موکین پوت برطرف می‌شود، پیتر وایس
- پنچری، فردریش دورنمات
- سانتا کروز، ماکس فریش
- راهب و راهزن، هاینریش بل
- خوزه، هاینریش بل
- خشم شدید فلیپ هوتس، ماکس فریش
- بالماسکهٔ دزدان، ژان آنوی
- دوزخ، ژان پل سارتر
- ازدواج آقای می‌سی‌سی‌پی، فردریش دورنمات
- توراندخت، هیلدس هایمر
- مرده‌های بی‌کفن و دفن، ژان پل سارتر

### سینما
- تمام وسوسه‌های زمین (۱۳۶۸)

این یگانه فیلمِ سمندریان را ناقدان نپسندیدند و بیش از حد «تئاتری» دانستند. او دیگر در سینما کاری نکرد؛ گرچه همسرش، هما روستا، از بازیگران برجستهٔ تئاتر و سینمای ایران بود و برای برخی از فیلم‌هایش نامزد دریافت جایزهٔ سیمرغ بلورین بهترین بازیگری زن شد.

#### ترجمه‌ها
- غروب روزهای پاییز، فردریش دورنمات، تهران: انتشارات مروارید، ۱۳۴۰
- ازدواج آقای می‌سی‌سی‌پی، فردریش دورنمات، تهران: نشر پیروز، ۱۳۴۱
- دایرهٔ گچی قفقازی، برتولت برشت، ۱۳۴۱ (چاپ مجدد ۱۳۷۸)
- اقدامات وگا و همزاد، فردریش دورنمات، ۱۳۴۱
- پنچری، فردریش دورنمات، تهران: انتشارات مروارید، ۱۳۴۲
- ملاقات بانوی سالخورده، فردریش دورنمات، ۱۳۴۲ (چاپ مجدد تهران: نشر قطره، ۱۳۷۸)
- باغ‌وحش شیشه‌ای، تنسی ویلیامز، ۱۳۴۲ (چاپ مجدد تهران: نشر قطره، ۱۳۸۳)
- لئوکادیا، ژان آنوی، ۱۳۴۳ (چاپ مجدد تهران: نشر قطره، ۱۳۸۳)
- هرکول و طویلهٔ اوجیاس، فردریش دورنمات، ۱۳۴۳
- آندورا، ماکس فریش، تهران: انتشارات روز، ۱۳۴۷
- فیزیکدان‌ها، فردریش دورنمات، ۱۳۵۰ (چاپ مجدد تهران: نشر قطره، ۱۳۸۳)
- خشم شدید فلیپ هوتس، ماکس فریش، ۱۳۵۰ (چاپ مجدد تهران: نشر مرکز هنرهای نمایشی، ۱۳۷۰)
- بازی استریندبرگ، فردریش دورنمات، ۱۳۵۱ (چاپ مجدد تهران: نسل قلم، ۱۳۷۴)
- فرشته‌ای به بابل می‌آید، فردریش دورنمات، ۱۳۵۲
- چگونه رنج‌های آقای موکین پوت بر طرف می‌شود، ۱۳۵۳
- رومولوس کبیر، فردریش دورنمات، تهران: مرکز هنرهای نمایشی، ۱۳۶۹
- مکبث، ویلیام شکسپیر، ۱۳۵۵ (چاپ مجدد تهران: نشر قطره، ۱۳۸۳)
- زندگی گالیله، برتولت برشت، تهران: نشر قطره، ۱۳۹۵[۴۶]

#### دیگر آثار
سمندریان تجارب زندگی خصوصی و هنریش را در کتابی به نام این صحنه خانهٔ من است شرح داده‌است، که گفتگوی طولانی افسانه ماهیان است با حمید سمندریان. این کتاب را نشر قطره منتشر کرده‌است.
- این صحنه خانهٔ من است، (در گفتگو با: افسانه ماهیان)، تهران: نشر قطره، ۱۳۸۸[۴۸]

همچنین وی یکی از کارگردانانی است که در کتاب فرانسوی احمد کامیابی مسک با نام با کرگدن‌های اوژن یونسکو در جهان: آلمان، فرانسه، رومانی، ایران، ژاپن، آمریکا چه کرده‌اند؟ طرف گفتگو بوده‌است.
از جمله گفتگوهای منتشر شدهٔ سمندریان یکی در کتاب نمایش ویراستهٔ نادر ابراهیمی در سال ۱۳۴۶ است.
- کتاب نمایش، تک شماره، با آثاری از لوئیجی پیراندلو، بهرام بیضایی و دیگران. ویراسته نادر ابراهیمی، ۱۳۴۶.[۵۰]

## دیدگاه‌ها و رویکردها

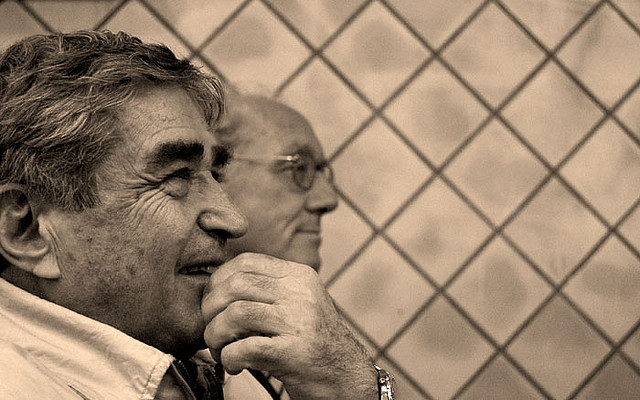
حمید سمندریان (جلو تصویر) در کنار فیلیپ ولتی ، سفیر پیشین سوئیس در ایران در گردهمایی فردیش دورنمت ، نویسنده و نمایشنامه نویس سوئیسی

### دیدگاه‌های هنری
حمید سمندریان پروردهٔ تئاتر مدرن اروپا بود. در کارنامهٔ هنری او کارگردانی آثاری از تنسی ویلیامز و آرتور میلر، دو نمایشنامه‌نویس آمریکایی هم دیده می‌شود، اما او در اصل شیفتهٔ تئاتر اروپا بود. نخستین آثاری که پس از پایان تحصیل در آلمان و بازگشت به ایران اجرا کرد، از ژان پل سارتر و اوژن یونسکو و ژان آنوی بودند. اما در میدان گستردهٔ تئاتر اروپا نیز سمندریان به تئاتر آلمانی علاقه داشت. او آثار نمایش‌نامه‌نویسان بزرگ آلمانی زبان را می‌پسندید و در طول سالیان به ترجمهٔ برخی از آن‌ها پرداخت. با ترجمه‌های او درام‌نویسان بزرگی مانند ماکس فریش و فریدریش دورنمات به جامعهٔ هنری ایران معرفی شدند.
حمید سمندریان از همان سال‌های ابتدایی دههٔ ۱۳۴۰ خورشیدی، خودش را به عنوان کارگردانی که بر ادبیات نمایشی اروپا و آمریکا و دانش روز هنر تئاتر تسلط داشت معرفی کرد. او در سبک کارگردانی نیز پیرو مکتب تئاتر آلمان بود. در کارگردانی به نقش بازیگر بسیار اهمیت می‌داد، بیش از هر چیز بر رهایی بازیگر از متن، تسلط او بر صحنه و انضباط سخت تأکید داشت و همین امر، اجراهای او را در آن سال‌ها و در فضای متن‌محور تئاتر ایران بسیار متفاوت کرد.

### رویکردهای آموزشی
آورده‌اند که سمندریان در کار با بازیگران اخلاص و صمیمیت داشت و آموزه‌های خود را با دلسوزی و احساس مسؤولیت به شاگردان بی‌شمارش در آموزشگاه‌های هنری ایران منتقل کرد.
وی با دانشجویانش رابطه‌ای نزدیک و صمیمانه برقرار می‌کرد. در اولین روز درس نام ده‌ها دانشجو را به خاطر می‌سپرد. آن‌ها را «تو» خطاب می‌کرد و همگی را به نام کوچک صدا می‌زد. استعداد هر شاگرد را به‌خوبی می‌شناخت، به‌زودی با آن‌ها دوست می‌شد، در جریان زندگی خصوصیشان قرار می‌گرفت و گاه مانند مددکار یا روان‌کاوی مهربان به سخنشان گوش فرا می‌داد.

### رویکردهای ترجمه
سمندریان مرد صحنه بود و شاید اگر در ایران زندگی نمی‌کرد، هرگز دست به ترجمه نمی‌زد. او از کمبود متون خوب نمایشی در ایران آگاه بود. بر این اساس، حمید سمندریان از آغاز بازگشت به ایران در سال ۱۳۴۰ به ترجمهٔ برخی از آثار مورد علاقهٔ خود پرداخت. او تنها می‌توانست از زبان آلمانی ترجمه کند؛ و به ترجمهٔ مکرّر، یعنی ترجمه از روی ترجمه‌هایی به زبان‌هایی غیر از زبان اصلیِ متن، بدگمان بود.
ویژگی اصلی ترجمه‌های سمندریان، زبان تئاتری آن‌هاست. او در تربیت بازیگر به فن بیان بسیار اهمیت می‌داد و طبعاً کارهای نمایشی را به گونه‌ای ترجمه می‌کرد که اجرای متن و ادای گفتگوها برای بازیگران راحت و آسان باشد.
سمندریان خود را نویسنده و ادیب نمی‌دانست. در ویرایش، ترجمه‌های خود همواره از یاری دوستان صاحب‌نظر بهره می‌برد. او برای تنظیم اشعار دو متن نمایشی اش، دایرهٔ گچی قفقازی و ملاقات بانوی سالخورده، از همکاری فروغ فرخزاد استفاده کرد. فروغ در سفر خود به آلمان در اواخر سال ۱۳۳۶ تاحدی زبان آلمانی آموخته بود. او به یاری برادر اش نیز خود قطعاتی از شعر آلمانی را به فارسی ترجمه کرده بود.
حمید سمندریان به‌ویژه به آثار دو نمایش‌نامه‌نویس سوییسی علاقه‌ای ویژه داشت و به ترجمهٔ آثار آنان به زبان فارسی همت گماشت: فریدریش دورنمات (۱۹۲۱–۱۹۹۰) و ماکس فریش (۱۹۱۱–۱۹۹۱).
علاقهٔ سمندریان به دورنمات از زمانی شروع شد که در هامبورگ تحصیل می‌کرد و تنها به آثار نمایشی این نویسنده نیز محدود نمی‌شد. سمندریان گفته‌است: «اولین ترجمهٔ من از آثار دورنمات «قاضی و جلاد» بود که در دوران دانشجویی در آلمان آن را به فارسی برگرداندم و حدود سال ۱۳۷۰ در ایران به چاپ رسید.» قابل ذکر است که اثر یادشده در قالب یک رمان پلیسی است. سمندریان کمابیش تمام نمایش‌نامه‌های مهم دورنمات را به فارسی برگردانده‌است که بیشتر این نمایش‌نامه‌ها را نخست خود او برای تئاتر یا تلویزیون کارگردانی کرد. برخی از آن‌ها را نیز برای تمرین و اجرا در اختیار شاگردان خود گذاشت تا، اگر به حد قابل‌قبولی می‌رسیدند، برای اجرای عمومی به روی صحنه ببرند.
حمید سمندریان به کارهای نمایشی ماکس فریش نیز علاقه داشت و چند نمایش‌نامه او را به فارسی برگرداند.
از دیگر علایق او آثار برتولت برشت بود. میان نمایش‌نامه‌های بی‌شمار برشت، به نظر می‌رسد که حمید سمندریان به نمایش‌نامهٔ «دایرهٔ گچی قفقازی» علاقه‌ای خاص داشت که درونمایهٔ آن از داستان‌های شرقی برآمده‌است. او این نمایش‌نامه را به فارسی ترجمه کرد و آن را به روی صحنه برد.

## تأثیر و تأثر
بسیاری از هنرمندان مطرح ایران از شاگردان او محسوب می‌شوند؛ از این جمله: عزت‌الله انتظامی، جواد کاهه، پرویز صیاد، نوذر آزادی، محمدعلی فردین، ایرج راد، گوهر خیراندیش، رضا کیانیان، میکاییل شهرستانی، احمد آقالو، پرویز پورحسینی، گلاب آدینه، مهدی هاشمی، ناصر هاشمی، آتش تقی‌پور، سعید پورصمیمی، مریم معترف، سوسن تسلیمی، امین تارخ، پیام دهکردی، احمد ساعتچیان، محمد رحمانیان، حجت بقایی، محمد یعقوبی، فتحعلی اویسی، فردوس کاویانی، مهران مدیری، پارسا پیروزفر، نوید فرید، شهاب حسینی، بهرام افشاری، محمد عمادالدین، حامد کمیلی، حامد بهداد، شهرام حقیقت دوست، نگار فروزنده، یوسف تیموری، رابعه اسکویی، مجید صالحی، فرزاد حسنی، شهرام عبدلی، قطب‌الدین صادقی، حمید فرخ‌نژاد، الیکا عبدالرزاقی، انوشیروان ارجمند، حسام نواب صفوی، حمید میهن‌دوست، هلیا امامی، بورژین عبدالرزاقی، هومن برق نورد، محمودرضا رحیمی، آرش دادگر، مجید زارع زاده.سام درخشانی
به باور بسیاری با وجودی که تئاتر نوین ایران توسط عبدالحسین نوشین بنا شده بود ولی در زمان سمندریان جدی‌تر شد. به‌طوری‌که تمام کسانی که از دههٔ ۱۳۴۰ به بعد در زمینه تئاتر در دانشکده‌های تئاتر تهران تحصیل کرده‌اند از شاگردان سمندریان‌اند و در واقع کسی نیست که در عرصهٔ تئاتر ایران کار کند و به نوعی شاگردی وی را نکرده باشد.
حمید سمندریان جدا از آموزش تئاتر، شیوهٔ خاصی در کارگردانی داشت که بسیاری از کارگردانان پس از وی تحت تأثیر شیوهٔ کارگردانی او قرار گرفتند. او معتقد بود بازی در تئاتر باید باورپذیر باشد و به همین دلیل در کارهای او بازی‌های درشت و اغراق‌آمیز دیده نمی‌شد و بازی‌ها روان بود. اما شاید یکی از بزرگ‌ترین کارهای سمندریان در تئاتر ایران، تأثیر بر نمایش‌نامه‌نویسان ایران از راه ترجمه و معرفی نمایش‌نامه‌نویسان متفاوت و مطرح جهان بود. تا پیش از حضور او تئاتر ایران متکی بر نمایش‌نامه‌نویسان فرانسوی و انگلیسی‌زبان بود؛ اما حمید سمندریان صداهای تازه‌ای را وارد تئاتر کرد. او با ترجمه و معرفی نویسندگان آلمانی به سهم خود تئاتر ایران را چندصدایی کرد. بدین ترتیب، اگر تئاتر نوین ایران با عبدالحسین نوشین یا به گمان برخی دیگر با شاهین سرکیسیان آغاز شد، با حمید سمندریان پوست انداخت.
از تأثیرات حمید سمندریان در تئاتر ایران این‌ها را برشمرده‌اند:
- جا انداختن واقع‌گرایی به جای طبیعت‌گرایی و ملودرام و پریمیتیو معمول در تئاتر ایران؛
- دوری جستن از درشت‌نمایی و دگرگونه نمودن شخصیت و به کرسی نشاندن استیلیزاسیون (شیوه‌اجرایی) و ایجاز و ایهام و استتیک معنی‌دار در تئاتر دههٔ ۱۳۴۰ ایران؛
- آمیزش دستاوردهای کنستانتین استانیسلاوسکی و برتولت برشت و وسولد مایرهولد با تئاتر نوین آلمان پس از جنگ جهانی دوم و برقراری معنایی تکنیک و محتوایی با دست‌یازی به همهٔ امکانات بشری در زیرساخت و ساخت کاراکتر در تمامی دوران کارهای پویای تئاتر سمندریان.[۷۸]

## منش و خلقیات
همکاران قدیمی حمید سمندریان با این‌که او را کارگردانی سخت‌گیر و جدی معرفی می‌کنند، اما در عین حال بر شوخ‌طبعی و مهربانی او تأکید دارند. دوستی و رفاقت او با بازیگران و دیگر عوامل نمایش‌هایش همیشه زبانزد اهالی تئاتر بوده‌است. بسیاری به لبخند سمندریان و احوالپرسی‌های او با دانشجویانش اشاره کرده‌اند و این‌که او همواره با لبخند به دیدار شاگردانش می‌رفته‌است.
بسیاری بر این نکته تأکید دارند که سمندریان در تمام محافل و نشست‌ها جز از تئاتر و دربارهٔ آن از چیزی دیگری صحبت نمی‌کرد. حتی چند روز قبل از درگذشتش از گذشتهٔ تئاتر می‌گفت و مسائل امروزش و اظهار امیدواری کرده بود که اگر عمری باقی باشد، باز هم بتواند یک تئاتر به صحنه بیاورد. اسماعیل شنگله هم که خود را اولین شاگرد حمید سمندریان می‌داند و می‌گوید از سال ۱۳۳۸ که هر دو کارمند ادارهٔ هنرهای دراماتیک بودند با هم دوست شدند و هر روز مسیر خانه تا اداره را پیاده می‌رفتند تا از تئاتر بگویند. شنگله این دیدارها و گفتارها را کلاسی شفاهی برای خود دانست که باعث افزایش اطلاعات او از تئاتر شده و منجر به رفتن شنگله به اتریش و آلمان برای تحصیل در این رشته شد. شنگله یکی از مدرسان آموزشگاه سمندریان نیز بوده‌است.
سمندریان به تئاتر عشق می‌ورزید. وی همواره صحنهٔ تئاتر را خانهٔ خود می‌دانست، تا جایی که در یادداشتی نوشته بود:
تئاتر تنها تصویر زندگی نیست، بلکه می‌تواند زندگی را زندگی‌تر کند، فشرده و گویاتر به نمایش بگذارد. به‌تدریج دریافتم می‌توانی آنچه از آرزوها که در واقعیت انجام نیافته را در خیال خلق کنی، از صافی وجود خود عبور دهی، به باور بنشانی و بر صحنه به نمایش بگذاری. آن‌گاه که دانستم بر روی چهار تکه الوار با ساده‌ترین ابزار و انسانی ایستاده در لکهٔ نور می‌توانی دنیایی بسازی لبریز از مفاهیم پررمز و راز، آن‌گاه که دانستم تئاتر به معنای درست کلمه می‌تواند قدرتی باشد به حیرت‌انگیزی کائنات و بی‌پایان مثل کائنات… پس واقعاً تئاتری شدم و این صحنه خانهٔ من شد.

## انتقادها به سمندریان
سمندریان اعتقادی به نمایش‌نامه‌نویسان ایرانی نداشت و بر آن بود که ایران درام‌نویس ندارد؛ بسیاری به این اندیشهٔ او نکته می‌گیرند.
| "                                    | من ضد نمایشنامه‌های ایرانی نیستم. من همیشه دوست داشته‌ام نمایشنامهٔ ایرانی کار کنم، مثلاً فتحنامه‌ی کلات بیضایی را کار کردم که به آن اجازهٔ اجرا ندادند. | " |
| —سمندریان، در گفتگو با افسانه ماهیان | |   |

سمندریان همهٔ نمایشنامه‌های بهرام بیضایی، غلامحسین ساعدی و اکبر رادی را نخوانده بود. او از اکبر رادی تنها روزنهٔ آبی را خوانده بود و معتقد بود اثری است ناموفق. همچنین برخی کارهای بهرام بیضایی و غلامحسین ساعدی را تا حدّی قابل نمایش و موفق می‌دانست.
سمندریان از آغاز فعالیت‌های تئاتریش در دههٔ ۱۳۴۰ هرگز حاضر به نمایش آثار نمایش‌نامه‌نویسان [[ایران]0ی نشد. به اعتقاد او تاریخ ایران یکسره فاقد هنری به نام تئاتر بوده‌است. او در گفتگویی در دههٔ ۱۳۵۰ در پاسخ به پرسنده که می‌پرسد آیا هنوز هم نمی‌خواهد نمایشنامه‌ای ایرانی به صحنه ببرد، قاطعانه پاسخ می‌دهد: «به هیچ وجه.» سمندریان مُصِر بود تا تئاتر مغرب‌زمین را در ایران پیاده کند. او معتقد بود کمک کردن به تکامل و جهت‌یابی نمایشنامه‌نویسان ایرانی نیاز به پذیرش کمک و روح قبول انتقاد و تعاون دارد؛ در حالی که به باور او هنوز چنین روحیه‌ای در ایران وجود نداشت.
سمندریان در گفتگوی دیگری وضعیت تئاتر ایران را نامناسب دانسته بود. او از نسل تحصیل‌کرده‌هایی بود که به ایران آمد و تمام‌قد در برابر موج تجربه‌هایی ایستاد که قصد داشتند ایران را صاحب تئاتر خاص خود کنند و در آن زمان به این کوشش‌ها «تئاتر ملی» می‌گفتند. به باور سمندریان هر نوع تلاش برای به صحنه بردن نمایشنامهٔ ایرانی یکسر بیهوده بود. با این وجود او حس تحقیری نسبت به «تئاتر ملی» نداشت، بلکه فقط به گفتهٔ خودش برای آن متأسف بود. سمندریان می‌گفت:
من فکر می‌کنم آن هنرمندی که بدون داشتن یک ادراک جهانی صرفاً خود را مقید در محدودهٔ زمان و مکان می‌کند هم کمبودهایی دارد. من بی‌شک به این مسئله که هر ملت دارای خصایص ویژه‌ای است و هنرمند موظف است که به نمایش آن خصایص برخیزد ایمان دارم. اما با این وجود، به عنوان یک کارگردان تئاتر، [باید] از مفهوم کلی برخورد [انسان با انسان] پاسخ بگویم و راهی باز کنم برای آن که ملت من بتواند آن ویژگی‌های خاص خود را آن‌گونه محکم و استوار نشان بدهد که من در مرحلهٔ نمایش و بر صحنه آوردنش احساس رضایت کنم.

## یادمان‌ها و یادبودها
در تاریخ شنبه ۸ اسفند ۱۳۸۸ و با همت معاونت اجتماعی شهرداری تهران و با حضور محمدباقر قالیباف، شهردار وقت تهران، تماشاخانهٔ شمارهٔ دو ایرانشهر در خانهٔ هنرمندان ایران به نام حمید سمندریان نامگذاری شد. هم‌زمان نمایشگاهی از پوستر نمایش‌های سمندریان در طول سال‌ها کارگردانی نیز در خانهٔ هنرمندان برپا شد و آن‌طور که محمدباقر قالیباف گفت، قرار بر این شد که تندیس این هنرمند هم در «تماشاخانهٔ سمندریان» نصب شود. همچنین شهردار تهران از نمایشگاه پوستر و کاریکاتور سمندریان دیدن کرد و برای اجرای نمایش گالیله، که سمندریان قرار بود اجرا کند، قول همکاری داد. علاوه بر این‌ها، در این روز از کتاب این صحنه خانهٔ من است نیز رونمایی شد.
یکی از کوچه‌های شرقیِ خیابانِ ایرانشهرِ تهران نیز به نامِ سمندریان نامیده شده‌است.

### آکادمیِ حمید سمندریان
آکادمیِ حمید سمندریان پس از درگذشتِ حمید سمندریان با حضورِ پسرش به کار ادامه داد.

## پی‌نوشت
1. 1 2 3 4 5 6 7 8 9  «زندگی‌نامه: حمید سمندریان»،  همشهری آنلاین.
2. ↑  عظیمی و  سمندریان، «در حسرت گالیله»، روزنامهٔ اعتماد.
3. ↑  آشفته، «حمید سمندریان جاودانه‌است»، ایران تئاتر.
4. ↑  «مراسم هفتمین روز…»،  ایران تئاتر.
5. ↑  «مراسم هفتمین روز…»،  ایران تئاتر.
6. ↑  «عکسی قدیمی از حمید سمندریان»،  خبر آنلاین.
7. ↑  «نفس‌های حمید سمندریان…»،  ایسنا.
8. ↑  آشفته، «حمید سمندریان جاودانه‌است»، ایران تئاتر.
9. ↑  غریب‌پور، «دردا که جز به مرگ…»، روزنامهٔ شرق، ۱۲.
10. ↑  غریب‌پور، «دردا که جز به مرگ…»، روزنامهٔ شرق، ۱۲.
11. ↑  غریب‌پور، «دردا که جز به مرگ…»، روزنامهٔ شرق، ۱۲.
12. ↑  غریب‌پور، «دردا که جز به مرگ…»، روزنامهٔ شرق، ۱۲.
13. ↑  «سمندریان الگوی یک هنرمند…»،  وبگاه ایران تئاتر.
14. ↑  «باید شناخت‌نامهٔ علمی و…»،  ایبنا.
15. ↑  انتظامی، «خداحافظی با پدر تئاتر ایران»، همشهری آنلاین.
16. ↑  امینی نجفی، «سمندریان و ادبیات نمایشی اروپا»، بی‌بی‌سی.
17. ↑  مرادی، «باغبان حقیقت»، روزنامهٔ اعتماد.
18. ↑  امینی نجفی، «سمندریان و ادبیات نمایشی اروپا»، بی‌بی‌سی.
19. ↑  مرادی، «باغبان حقیقت»، روزنامهٔ اعتماد.
20. ↑  عظیمی و  سمندریان، «در حسرت گالیله»، روزنامهٔ اعتماد.
21. ↑  انتظامی، «خداحافظی با پدر تئاتر ایران»، همشهری آنلاین.
22. ↑  «نفس‌های حمید سمندریان…»،  ایسنا.
23. ↑  عظیمی و  سمندریان، «در حسرت گالیله»، روزنامهٔ اعتماد.
24. ↑  عظیمی و  سمندریان، «در حسرت گالیله»، روزنامهٔ اعتماد.
25. ↑  عظیمی و  سمندریان، «در حسرت گالیله»، روزنامهٔ اعتماد.
26. ↑  انتظامی، «خداحافظی با پدر تئاتر ایران»، همشهری آنلاین.
27. ↑  ابراهیمیان، «تئاتر ایران با وجود کسانی چون…»، ایبنا.
28. ↑  «باید شناخت‌نامهٔ علمی و…»،  ایبنا.
29. ↑  «نفس‌های حمید سمندریان…»،  ایسنا.
30. ↑  «نفس‌های حمید سمندریان…»،  ایسنا.
31. ↑  «نسخه آرشیو شده». بایگانی‌شده از اصلی در ۲۳ اوت ۲۰۱۳. دریافت‌شده در ۷ اكتبر ۲۰۱۵. تاریخ وارد شده در |بازبینی= را بررسی کنید (کمک)
32. ↑  آشفته، «حمید سمندریان جاودانه‌است»، ایران تئاتر.
33. ↑  صابری، «هنرمند، نامی برازندهٔ او»، روزنامهٔ شرق، ۱۲.
34. ↑  آشفته، «حمید سمندریان جاودانه‌است»، ایران تئاتر.
35. ↑  امینی نجفی، «سمندریان و ادبیات نمایشی اروپا»، بی‌بی‌سی.
36. ↑  آشفته، «حمید سمندریان جاودانه‌است»، ایران تئاتر.
37. ↑  آشفته، «حمید سمندریان جاودانه‌است»، ایران تئاتر.
38. ↑  امینی نجفی، «سمندریان و ادبیات نمایشی اروپا»، بی‌بی‌سی.
39. ↑  امینی نجفی، «سمندریان و ادبیات نمایشی اروپا»، بی‌بی‌سی.
40. ↑  امینی نجفی، «سمندریان و ادبیات نمایشی اروپا»، بی‌بی‌سی.
41. ↑  امینی نجفی، «سمندریان و ادبیات نمایشی اروپا»، بی‌بی‌سی.
42. ↑  قاضی‌زاده، «یادمان‌هایی از آن گرامی‌مرد»، روزنامهٔ اعتماد، ۱۶.
43. ↑  نعیمی، «حمید سمندریان پردهٔ آخر…»، خبرگزاری میراث فرهنگی.
44. ↑  «عکسی قدیمی از حمید سمندریان»،  خبر آنلاین.
45. ↑  عبیدی، «اما زمین همچنان می‌چرخد…»، روزنامهٔ اعتماد.
46. ↑  «ماهیان: «زندگی گالیله» از بهترین آثار ادبیات نمایشی جهان را در آخر هفته مطالعه کنید». ایبنا. ۲۴ تیر ۱۳۹۵.
47. ↑  امینی نجفی، «سمندریان و ادبیات نمایشی اروپا»، بی‌بی‌سی.
48. ↑  سمندریان و  ماهیان، این صحنه خانهٔ من است.
49. ↑  OpenLibrary.org. «Qu'a-t-on fait de Rhinocéros d'Eugène Ionesco à travers le monde? by Ahmad Kamyabi Mask | Open Library». Open Library. دریافت‌شده در ۲۰۲۴-۰۲-۱۵.
50. ↑  «نسخه آرشیو شده». بایگانی‌شده از اصلی در ۱۸ اوت ۲۰۱۶. دریافت‌شده در ۱۶ ژانویه ۲۰۱۵.
51. ↑  امینی نجفی، «سمندریان و ادبیات نمایشی اروپا»، بی‌بی‌سی.
52. ↑  امینی نجفی، «سمندریان و ادبیات نمایشی اروپا»، بی‌بی‌سی.
53. ↑  امینی نجفی، «سمندریان و ادبیات نمایشی اروپا»، بی‌بی‌سی.
54. ↑  امینی نجفی، «سمندریان و ادبیات نمایشی اروپا»، بی‌بی‌سی.
55. ↑  وبگاه رسمی،  تاریخچه.
56. ↑  «عکسی قدیمی از حمید سمندریان»،  خبر آنلاین.
57. ↑  امینی نجفی، «سمندریان و ادبیات نمایشی اروپا»، بی‌بی‌سی.
58. ↑  امینی نجفی، «سمندریان و ادبیات نمایشی اروپا»، بی‌بی‌سی.
59. ↑  امینی نجفی، «سمندریان و ادبیات نمایشی اروپا»، بی‌بی‌سی.
60. ↑  امینی نجفی، «سمندریان و ادبیات نمایشی اروپا»، بی‌بی‌سی.
61. ↑  امینی نجفی، «سمندریان و ادبیات نمایشی اروپا»، بی‌بی‌سی.
62. ↑  امینی نجفی، «سمندریان و ادبیات نمایشی اروپا»، بی‌بی‌سی.
63. ↑  امینی نجفی، «سمندریان و ادبیات نمایشی اروپا»، بی‌بی‌سی.
64. ↑  امینی نجفی، «سمندریان و ادبیات نمایشی اروپا»، بی‌بی‌سی.
65. ↑  امینی نجفی، «سمندریان و ادبیات نمایشی اروپا»، بی‌بی‌سی.
66. ↑  امینی نجفی، «سمندریان و ادبیات نمایشی اروپا»، بی‌بی‌سی.
67. ↑  امینی نجفی، «سمندریان و ادبیات نمایشی اروپا»، بی‌بی‌سی.
68. ↑  امینی نجفی، «سمندریان و ادبیات نمایشی اروپا»، بی‌بی‌سی.
69. ↑  «تئاتر ایران با سمندریان…»،  سینما پرس.
70. ↑  «نفس‌های حمید سمندریان…»،  ایسنا.
71. ↑  «تئاتر ایران با سمندریان…»،  سینما پرس.
72. ↑  «زندگی‌نامه: حمید سمندریان»،  همشهری آنلاین.
73. ↑  راد، «کسی نیست که در عرصه‌ی…»، ایران تئاتر.
74. ↑  آشفته، «اهالی تئاتر در سوگ…»، ایران تئاتر.
75. ↑  آشفته، «اهالی تئاتر در سوگ…»، ایران تئاتر.
76. ↑  راد، «کسی نیست که در عرصه‌ی…»، ایران تئاتر.
77. ↑  یعقوبی، «صدای تازه در تئاتر»، روزنامهٔ شرق، ۱۲.
78. ↑  فراهانی، «تجلی غرور ملی در…»، روزنامهٔ شرق، ۱۲.
79. ↑  «عکسی قدیمی از حمید سمندریان»،  خبر آنلاین.
80. ↑  آشفته، «اهالی تئاتر در سوگ…»، ایران تئاتر.
81. ↑  آشفته، «اهالی تئاتر در سوگ…»، ایران تئاتر.
82. ↑  «مراسم هفتمین روز…»،  ایران تئاتر.
83. ↑  آشفته، «اهالی تئاتر در سوگ…»، ایران تئاتر.
84. ↑  حجارزاده، «وداع با استاد بزرگ تئاتر»، روزنامهٔ تهران امروز، ۱.
85. ↑  مهکام، «حمید سمندریان»، روزنامهٔ اعتماد، ۱۶.
86. ↑  سمندریان و  ماهیان، «این صحنه خانهٔ من است»، ۱۷۸–۱۷۹.
87. ↑  قلی‌پور، «چرا استاد سمندریان پدر…»، روزنامهٔ اعتماد.
88. ↑  قلی‌پور، «چرا استاد سمندریان پدر…»، روزنامهٔ اعتماد.
89. ↑  قلی‌پور، «چرا استاد سمندریان پدر…»، روزنامهٔ اعتماد.
90. ↑  قلی‌پور، «چرا استاد سمندریان پدر…»، روزنامهٔ اعتماد.
91. ↑  قلی‌پور، «چرا استاد سمندریان پدر…»، روزنامهٔ اعتماد.
92. ↑  قلی‌پور، «چرا استاد سمندریان پدر…»، روزنامهٔ اعتماد.
93. ↑  قلی‌پور، «چرا استاد سمندریان پدر…»، روزنامهٔ اعتماد.
94. ↑  «حمید سمندریان صاحب تماشاخانه شد»،  همشهری آنلاین.
95. ↑  «حمید سمندریان صاحب تماشاخانه شد»،  همشهری آنلاین.
96. ↑  «حمید سمندریان صاحب تماشاخانه شد»،  همشهری آنلاین.
97. ↑  «حمید سمندریان صاحب تماشاخانه شد»،  همشهری آنلاین.